# 杰拉尔德·福特博物馆
杰拉尔德·福特博物馆（Gerald R. Ford Presidential Museum）位于美国密歇根州大急流城大峡谷州立大学校园，是第38任美国总统（1974–1977年）杰拉尔德·福特的总统博物馆，以及总统夫妇的安葬之处。
杰拉尔德·福特总统图书馆位于130英里（210）以外的安娜堡。总统博物馆与总统图书馆设在不同的地点，是国家档案和记录管理局系统内的特例。